# IC 1271
IC 1271 ist ein Emissionsnebel in Anwesenheit vieler Sterne im Sternbild Sagittarius. Das Objekt wurde im Jahre 1877 von Wilhelm Tempel entdeckt.